# إنجيل المصريين اليوناني

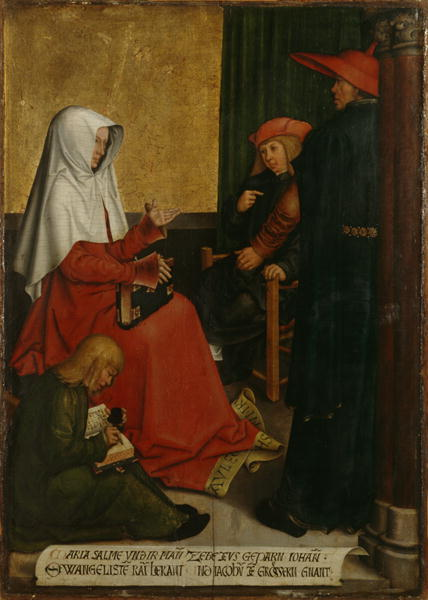
إنجيل المصريين اليوناني

إنجيل المصريين اليوناني نص غنوصي كان يستخدم في الكنائس في القرنين الثاني والثالث. لا توجد له مخطوطات بل يعرف بعضه من مقتطفات لآباء الكنيسة مثل إكليمندس الإسكندري.

## موقع خارجي
إنجيل المصريين اليوناني بالإنكليزية